# Альваро Баутіста
Альва́ро Бауті́ста А́рсе (ісп. Álvaro Bautista Arce; нар. 21 листопада 1984, Талавера-де-ла-Рейна, Іспанія) — іспанський мотогонщик, учасник чемпіонату світу з шосейно-кільцевих мотогонок MotoGP. Чемпіон світу у класі 125сс 2006 року. У сезоні 2016 виступає у класі MotoGP за команду «Aprilia Racing Team Gresini» під номером 19.

## Біографія

### Дитинство
Альваро народився 21 листопада 1984 року в місті Талавера-де-ла-Рейна. Він сів на мотоцикл перший раз у три роки; у восьмирічному віці дебютував у своїй першій гонці. Коли Альваро було одинадцять, він виграв чемпіонат Мадриду на міні-байках. Тоді ж дебютував у чемпіонаті «50cc Aprilia Cup», де йому вдалося здобути подіум та посісти шосте місце в загальному заліку.
В 1998 році Баутіста завоював третє місце в «50cc Aprilia Cup» і в наступному сезоні, в 1999 році, взяв участь у змаганнях «Movistar Activa Joven Cup», на яких посів п'яте місце. У 2000 році знову брав участь у «Movistar Activa Joven Cup», і, хоча був травмований, фінішував восьмим, продемонструвавши професіоналізм. Цей рік був важливим для Альваро ще й тому, що він був вибраний Альбертом Пюїгом як резервний гонщик для участі у чемпіонаті Іспанії в класі 125сс. Баутіста замислився над тим, що мотогонки повинні бути не лише його хобі, але й майбутньою професією.

### Початок професійної кар'єри
У 2001 році Альваро дебютував у чемпіонаті Іспанії в класі 125cc. Він почав сезон з командою «Belart», яка в середині сезону вийшла з чемпіонату.
У 2002 році Баутіста боровся за чемпіонство Іспанії в класі 125cc з Ектором Барберою до останнього етапу у Валенсії, де взяв поул, але падіння змусило задовольнитись лише другим місцем у сезоні. У тому ж році він взяв участь у кількох гонках чемпіонату Європи в класі 125cc, зокрема потрапив на подіум в Ассені (третій) і зайняв четверте місце в Угорщині.

### Кар'єра у класі 125сс
У 2003 році Альваро підписав контракт з командою «Seedorf Racing» (яка належала футболісту Кларенсу Зеєдорфу), з якою зробив великий стрибок у кар'єрі — взяв участь у чемпіонаті світу MotoGP у класі 125cc. У загальному заліку змагань посів 20 місце, набравши у сезоні 31 очко. Його найкращими результатами було четверте місце на Гран-Прі Австралії і шосте місце на Гран-Прі Валенсії. Крім того, Баутіста став чемпіоном Іспанії, завоювавши п'ять перемог поспіль (всі з поулів), а також зайнявши друге і третє місце в семи гонках іспанського чемпіонату.
У 2004 році іспанець знову взяв участь в класі 125сс чемпіонату світу, і вдруге — з «Seedorf Racing», посівши у сезоні сьоме місце. У цьому році йому вдалося чотири рази піднятись на подіум: фінішувавши другим у британському Донінгтоні і третім на Гран-прі Катару, у Малайзії та Валенсії.
У сезоні 2005 року Баутіста розглядався як один із претендентів на чемпіонство, але зміна командою «Seedorf Racing» постачальника мотоциклів з «Aprilia» на «Honda» не дозволили цього зробити. Незважаючи на всі проблеми, іспанець закінчив сезон 15-м.

### Підйом на вершину
Перед початком сезону 2006 року Баутіста вирішив змінити команду, підписавши контракт з «Master — MVA Aspar Team». Команда з Валенсії забезпечила Баутісту усім необхідним для того, щоб дістатися до вершини. Іспанець здобув перемогу на першому ж етапі у Валенсії, очоливши загальний залік. Баутіста зберіг лідерство впродовж сезону, за результатами якого став чемпіоном. Протягом цього сезону Баутіста в цілому здобув вісім перемог, чотири других місця, два третіх, сім швидких кіл і вісім поулів.

### Перехід у клас 250сс

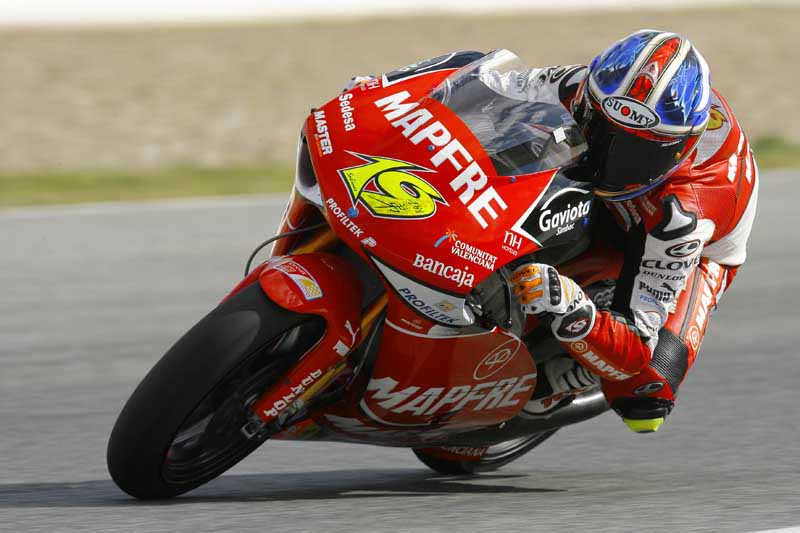
Альваро Баутіста, 2008 рік

У 2007 році Баутіста переходить у вищий клас — 250cc, підписавши контракт з офіційною заводською командою Aprilia «Master — Mapfre Aspar». Адаптація до більш потужних мотоциклів пройшла досить швидко — у перших чотирьох гонках іспанець тричі підіймався на подіум, а на шостій гонці сезону у Італії здобув дебютну перемогу у класі. У сезоні була ще одна перемога у Португалії, загалом 7 подіумів та четверте місце в загальному заліку. Альваро Баутіста був визнаний «новачком року». Все це робило його фаворитом у боротьбі за чемпіонство на наступний сезон.
Сезон 2008 року пройшов у боротьбі за чемпіонство між Баутістою та Марко Сімончеллі, проте невдалий початок сезону дозволив іспанцю зайняти лише друге місце у загальному заліку.
У 2009 Альваро виступив менш вдало: з двома перемогами і десятьма подіумами в сезоні зайняв 4 місце в загальній класифікації.

### Виступи у «Королівському» класі
2010 рік був ознаменований переходом Баутісти у найпрестижніший клас мотоперегонів — MotoGP. Це було зумовлено підписанням іспанцем контракту з командою «Rizla Suzuki MotoGP», де його партнером по команді став досвідчений Лоріс Капіроссі. Неспроможність мотоцикла конкурувати з лідерами не дозволила Баутісті боротись за призові місця. Здобувши 85 очок за сезон, Альваро посів 13 місце в загальному заліку.
Сезон 2011 року пройшов аналогічно до попереднього: 67 очок в активі та знову 13 місце в сезоні. У цьому році Альваро був єдиним гонщиком команди, але для його обслуговування команді доводилось утримувати 18 працівників.
У 2012 році команда «Team Suzuki MotoGP» припинила свої виступи у MotoGP і Баутіста приєднався до команди Фаусто Грезіні «San Carlo Honda Gresini», де його партнером по команді став Штефан Брадль. Мотоцикли Honda виявились більш пристосованими до змагань. Це, а також досвід Баутісти, дозволили йому у сезоні здобути 2 подіуми і фінішувати 5-им у загальному заліку.
У сезоні 2013 Баутіста продовжив виступи у класі MotoGP разом з командою «San Carlo Honda Gresini». У цьому році Альваро підтвердив свій потенціал, дев'ять разів потрапивши до п'ятірки найкращих. Двічі для потрапляння на подіум іспанцю не вистачило лише кількох тисячних секунди. Високі результати дозволили Баутісті зайняти шосте місце в загальному заліку. В цьому сезоні Альваро запам'ятався також найвищою розвиненою швидкістю серед всіх гонщиків чемпіонату — під час вільної практики № 3 шістнадцятого Гран-Прі сезону у Австралії вона становила 344,8 км/год. (для порівняння, максимальна швидкість, досягнута болідами Формула-1 у тому сезоні становила 341,1 км/год (Естебан Гутьєррес, Гран-прі Італії).).
В сезоні 2014 Альваро продовжив виступати за «GO&FUN Honda Gresini». Протягом чемпіонату Баутіста не мав стабільності попередніх сезонів — з 18 гонок у 7 він не доїжджав до фінішу. Єдиний позитивний результат — третє місце на Гран-Прі Франції. Набравши 89 очок, Альваро зайняв 11 місце в загальному заліку.
На сезон 2015 Фаусто Грезіні (власник команди, за яку виступав Баутіста) вирішив змінити постачальника мотоциклів з Honda на Aprilia. Італійська команда саме повернулась у «королівські» мотоперегони, тому Альваро довелось починати все з початку, працюючи над розробкою та вдосконаленням нового мотоцикла. Виступаючи на завідомо слабшому мотоциклі, іспанець демонстрував стабільні результати — лише в одній гонці сезону він не зміг фінішувати. Найкращими його результатами стали два десятих місця у Каталонії та Великої Британії. За підсумками сезону він став найкращим у своїй команді та зайняв 16-е місце у загальному заліку.
На наступний сезон Альваро продовжив роботу в команді «Aprilia Racing Team Gresini».

## Статистика виступів

### У розрізі сезонів
| Сезон | Клас   | Команда                       | Мотоцикл       | Гонки | Пер | Под | ПП | НК | Очки | Місце |
| ----- | ------ | ----------------------------- | -------------- | ----- | --- | --- | -- | -- | ---- | ----- |
| 2002  | 125cc  | Atletico de Madrid            | Aprilia        | 3     | 0   | 0   | 0  | 0  | 0    | —     |
| 2003  | 125cc  | Seedorf Racing                | Aprilia        | 16    | 0   | 0   | 0  | 0  | 31   | 20    |
| 2004  | 125cc  | Seedorf Racing                | Aprilia        | 16    | 0   | 4   | 0  | 1  | 129  | 7     |
| 2005  | 125cc  | Seedorf RC3 — Tiempo Holidays | Honda          | 16    | 0   | 0   | 0  | 1  | 47   | 15    |
| 2006  | 125cc  | Master — MVA Aspar Team       | Aprilia        | 16    | 8   | 14  | 8  | 7  | 338  | 1     |
| 2007  | 250cc  | Master — Mapfre Aspar         | Aprilia        | 17    | 2   | 7   | 1  | 1  | 181  | 4     |
| 2008  | 250cc  | Mapfre Aspar Team             | Aprilia        | 16    | 4   | 11  | 5  | 7  | 244  | 2     |
| 2009  | 250cc  | Mapfre Aspar Team             | Aprilia RSA250 | 16    | 2   | 10  | 3  | 4  | 218  | 4     |
| 2010  | MotoGP | Rizla Suzuki MotoGP           | Suzuki         | 17    | 0   | 0   | 0  | 0  | 85   | 13    |
| 2011  | MotoGP | Rizla Suzuki MotoGP           | Suzuki         | 15    | 0   | 0   | 0  | 0  | 67   | 13    |
| 2012  | MotoGP | San Carlo Honda Gresini       | Honda RC213V   | 18    | 0   | 2   | 1  | 0  | 178  | 5     |
| 2013  | MotoGP | Go&Fun Honda Gresini          | Honda RC213V   | 18    | 0   | 0   | 0  | 0  | 171  | 6     |
| 2014  | MotoGP | GO&FUN Honda Gresini          | Honda RC213V   | 18    | 0   | 1   | 0  | 1  | 89   | 11    |
| 2015  | MotoGP | Aprilia Racing Team Gresini   | Aprilia RS-GP  | 18    | 0   | 0   | 0  | 0  | 31   | 16    |
| 2016  | MotoGP | Aprilia Racing Team Gresini   | Aprilia RS-GP  |       |     |     |    |    |      |       |

## Цікаві факти
- У рідному місті Баутісти Талавера-де-ла-Рейна планується будівництво гоночної траси для автомобілів та мотоциклів, і ще заздалегідь, до закладення першого каменю, ініціатори будівництва заявили, що хочуть назвати її на честь Альваро.[5]